# Бойцовский клуб (фильм)
«Бойцо́вский клуб» (англ. Fight Club) — американский психологический триллер 1999 года режиссёра Дэвида Финчера по мотивам одноимённого романа Чака Паланика, вышедшего тремя годами ранее. Главные роли исполнили Эдвард Нортон, Брэд Питт и Хелена Бонэм Картер. Нортон сыграл роль безымянного рассказчика — обезличенного обывателя, который недоволен своей жизнью в постиндустриальном обществе потребления так называемых «белых воротничков». Он создаёт подпольную организацию «Бойцовский клуб» вместе с Тайлером Дёрденом, харизматичным и циничным бунтарём-анархистом, роль которого исполнил Брэд Питт.
Сразу после премьеры фильм был крайне неоднозначно принят публикой и критиками, и собрал в североамериканском прокате лишь 37 млн долларов против 63 миллионов, вложенных в его производство. Через 10 лет после премьеры влиятельное издание The New York Times напечатало статью Денниса Лима, в которой «Бойцовский клуб» был назван «по всей вероятности, определяющим культовым фильмом нашего времени». Он числится в двадцатке лучших фильмов по версии IMDb и входит во многие другие подобные рейтинги. Один из фильмов, вызвавших в 1990-е годы наибольший общественный резонанс.

## Сюжет
Тон фильму задают начальные кадры: показано неистовое движение нервного импульса (который можно трактовать как боль, страх или мысль) по лабиринту нервных волокон в мозговой ткани Рассказчика. Уже в этих кадрах содержится намёк на суть показанного далее. Линейное повествование начинается после краткого, но эффектного флэшфорварда и нескольких сбивчивых попыток главного героя решить, с какого момента лучше начать свой рассказ.
Рассказчик (Эдвард Нортон) — типичный яппи, 30-летний человек без имени. Работая в офисе автомобилестроительной корпорации, он много времени проводит в командировках к местам совершения ДТП.  В свободное время он обставляет свою квартиру мебелью из IKEA («Какой сервиз может служить характеристикой моей личности?»). Ему кажется, ещё несколько покупок — и желать будет нечего. «Раньше мы зачитывались порнографией, а теперь каталогами Horchow», — рассуждает он по поводу своего бытового конформизма.
Рассказчик мучится бессонницей и зачастую не в состоянии отличить сон от яви. Вместо лекарства врач предлагает ему заниматься спортом и, более серьёзно, посетить собрание мужчин, больных раком яичек, чтобы увидеть людей, страдающих по-настоящему. Там протагонист знакомится с толстяком Бобом, бывшим бодибилдером, злоупотреблявшим стероидами (Мит Лоуф). Столкновение героя с реальным страданием и утратой мужественности на время позволяет ему избавиться от хандры и вернуть жизненный тонус. Ежедневно по окончании работы для него начинается теневая жизнь «вампира», питающегося чужими страданиями.
Во время посещения всё новых групп страдальцев он замечает второго самозванца — девушку по имени Марла Сингер (Хелена Бонэм Картер). Её философия состоит в том, что умереть можно в любую минуту; трагедия же в том, что этого не происходит. Сходным образом и Рассказчик во время каждого полёта в самолёте лелеет надежду, что погибнет в авиакатастрофе. Рассказчик и Марла пытаются распределить посещаемые ими группы, чтобы не пересекаться. Однако встреча с «двойником» выводит героя из равновесия, и к нему возвращается бессонница.

При возвращении из очередной командировки герой знакомится в салоне самолёта с Тайлером Дёрденом (Брэд Питт) — изготовителем и продавцом мыла. Добравшись из аэропорта до своего благоустроенного и комфортного дома, Рассказчик с ужасом обнаруживает, что квартира полностью разрушена в результате мощного взрыва: «Взрыв уничтожил не просто кучу барахла, он уничтожил меня!». Что-то подсказывает потрясённому герою, что он может позвонить Тайлеру и найти поддержку в его лице. Из беседы с Тайлером в близлежащей забегаловке ему становится ясно, что собеседнику вовсе чужд вещизм: «То, что ты имеешь, в конце концов имеет тебя», — вот его лозунг. Тайлер живёт необычной жизнью: совершает своеобразные выходки, характеризуемые Рассказчиком как «борьба с системой». Работая киномехаником, Тайлер в семейные фильмы вставлял короткие врезки с порнографическими сценами (чаще всего — с изображением мужского полового члена), которые проскакивали перед зрителями за долю секунды; а будучи официантом, плевал и справлял нужду в блюда, подаваемые клиентам. 
Ты хотел изменить свою жизнь, но не мог это сделать. Твои желания воплощены во мне. Ты хотел именно так выглядеть, так трахаться. Я умён, талантлив и свободен от всего, что сковывает тебя.
Тайлер подталкивает погорельца попросить остановиться у него в доме и тут же даёт на это согласие. Сразу после этого Тайлер просит Рассказчика прямо здесь, у бара, ударить его. Несмотря на первоначальную оторопь, Рассказчик удовлетворяет эту странную просьбу. Поколотив друг друга, довольные друзья направляются к обветшалому, но просторному жилищу Тайлера на пустыре. Позднее они «добирают» дозу тумаков на автомобильной стоянке. Их странные отношения привлекают толпу заинтересовавшихся людей, — и так в подвале бара возникает «бойцовский клуб». Вскоре Тайлер формулирует набор заповедей для новобранцев: «Первое правило клуба: не упоминать о бойцовском клубе…».
Тайлер живёт за счёт изготовления высококачественного мыла из жира, который он похищает в клиниках, где проводится липосакция: «Мы продавали богатым женщинам их собственные жирные задницы». Однажды Марла принимает опасную дозу снотворного и связывается по телефону с Рассказчиком. Разговор перехватывает Тайлер: он привозит её к себе и вступает с ней в интимную связь. Их стоны разносятся по всему дому, пробуждая в Рассказчике зависть к сексуальным подвигам своего приятеля и инфантильное чувство, что Тайлер и Марла — его родители. Под предводительством Тайлера бойцовский клуб постепенно превращается в проект «Разгром», предпринимающий всё более и более разрушительные акты вандализма — под лозунгами борьбы с зомбирующим современников обществом потребления. Бурное развитие проекта и чинимые им акты насилия пугают Рассказчика, который постепенно отходит от его деятельности.
После ожесточённого спора и автомобильной аварии Тайлер исчезает из жизни Рассказчика. Когда Боб (тоже вошедший в этот клуб и ставший одним из «чернорубашечников» — участников проекта «Разгром») погибает при выполнении задания, Рассказчик пытается положить конец подрывной деятельности. Прослеживая шаги Тайлера, Рассказчик обнаруживает бойцовские клубы во всех крупных городах страны — более того, их члены принимают его за Тайлера. Звонок по телефону Марле подтверждает догадку Рассказчика о том, что Тайлер — это он сам, точнее, та сторона личности, которую он старается не афишировать (альтер эго). Перед его глазами возникает Тайлер, объясняющий, что он завладевает телом Рассказчика всякий раз, когда тот спит, что он — проекция, сгусток его вытесненных желаний. Таким образом, все действия Тайлера совершил сам Рассказчик, и он же разрушил собственные «гламурные» апартаменты.
Пробудившись после нескольких часов беспамятства, Рассказчик обнаруживает, что за это время Тайлер успел сделать несколько обращений по телефону. Герой выясняет, что Тайлер задумал разрушение крупнейших финансовых корпораций. Он пытается обратиться к полицейским, но выясняет, что и они — члены проекта «Разгром». Рассказчик пытается самостоятельно обезвредить взрывчатку, заложенную в одном из офисных зданий. Ему противостоит Тайлер, пользующийся очагами бессознательности героя, — под дулом пистолета ведёт его на верхний этаж, чтобы продемонстрировать мощь взрывов, которые вскоре поразят город. Рассказчик наконец осознаёт, что у него с Тайлером, несмотря на раздвоение личности, одно тело. Решив воспользоваться этим, он стреляет себе в рот. Пуля проходит через щёку Рассказчика, Тайлеру же пуля пробивает затылок. Альтер эго в лице Тайлера погибает, а герой обретает сознательность и единство личности.
В финале члены проекта «Разгром» приволакивают к Рассказчику похищенную ими Марлу и оставляют их в покое. Между Рассказчиком и Марлой происходит непродолжительный диалог, после которого бомбы срабатывают. Взявшись за руки, Рассказчик и Марла наблюдают через огромные окна за тем, как рушатся небоскрёбы, олицетворяющие финансовую мощь Америки. Рассказчик говорит: «Мы встретились в странный период моей жизни». Последним кадром перед титрами мелькает изображение члена.

## В ролях
| Актёр               | Роль                                                   |
| ------------------- | ------------------------------------------------------ |
| Эдвард Нортон       | Рассказчик                                             |
| Брэд Питт           | Тайлер Дёрден                                          |
| Хелена Бонэм Картер | Марла Сингер                                           |
| Джаред Лето         | Ангельское личико (Блондин)                            |
| Мит Лоуф            | Роберт «Боб» Полсен                                    |
| Зак Гренье          | Ричард Кеслер, босс Рассказчика                        |
| Том Госсом-младший  | Детектив Стерн                                         |
| Холт Маккэлани      | «Механик» участник проекта «Разгром»                   |
| Эйон Бэйли          | Рикки коллега Рассказчика и участник проекта «Разгром» |
| Дэвид Эндрюс        | Томас член общества больных раком яичек                |
| Пол Карафотис       | бармен Сальватор участник проекта «Разгром»            |
| Тим Де Зарн         | страховой инспектор Бёрд                               |
| Эзра Баззингтон     | страховой инспектор Дент                               |
| Кристина Кэбот      | ведущая общества больных раком                         |

## Работа над фильмом

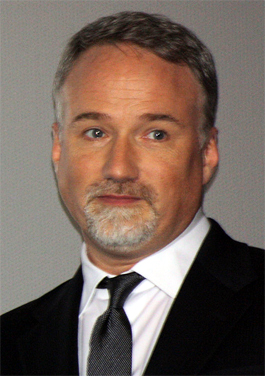
Дэвид Финчер

Студия 20th Century Fox заинтересовалась книгой Паланика ещё до публикации и приобрела права на её экранизацию всего за 10 тысяч долларов США.
Как только был готов сценарий, его разослали четырём перспективным режиссёрам — Питеру Джексону, Дэнни Бойлу, Брайану Сингеру и Дэвиду Финчеру. Сингер так и не прочитал сценарий, Джексон был занят на съёмочной площадке, Бойл был вычеркнут из списка после встречи с продюсерами — в результате режиссёром «Бойцовского клуба» был в августе 1997 года объявлен Финчер.
Финчер говорит о «Бойцовском клубе» как о «серьёзном фильме, который сняли абсолютно несерьёзные люди» — люди, которые понимают и поднимают глубинные проблемы, но в то же время не могут отказать себе в удовольствии постебаться над предметом, а также время от времени противоречат сами себе. В качестве оператора он выбрал своего сверстника и старого знакомого — Джеффа Кроненвета, который учился операторскому мастерству у своего отца Джордана, снявшего культовый фильм «Бегущий по лезвию». Финчер остался доволен его работой и вновь доверил ему кинокамеру на съёмках ленты «Социальная сеть».
Кроненвет вспоминает, что старался свести глубину кадра к минимуму с тем, чтобы не отвлекать зрителя от происходящего на переднем плане. Все съёмки проходили в Лос-Анджелесе.
Финчер решил изменить концовку фильма по сравнению с литературным первоисточником. Он настоял на постепенном отказе от фигуры Тайлера, которая, по его мнению, занимала слишком много места в романе. В книге бомба не сдетонировала, и герой попал в психбольницу. Проект «Разгром» при этом так и остался функционировать, а сам герой считает, что он умер и попал в рай.
В отношении кинематографии создатели фильма отталкивались от фильма Лукаса «Американские граффити», где ночные сцены переливались различными цветами, не теряя при этом предельной реалистичности.
Большая часть «Бойцовского клуба» снималась ночью; для съёмок дневных сцен подбирали затенённые локации. По наблюдению А. Н. Тарасова, фильм «выдержан в болотных, канализационных, ядовитых жёлто-зелёно-коричневых тонах, лишь изредка переходящих в мертвенные, механические тёмно-синие, стальные».
На Бонэм Картер был нанесён специфический опалесцирующий макияж, и все герои в ночных сценах приобретали «некоторую глянцевитость». Сцены до появления Дёрдена были решены в более приземлённой, реалистичной цветовой гамме; предпочтение отдавалось блёклым тонам. Появление Дёрдена сопровождалось всплеском цветовых эффектов, чтобы подчеркнуть его психологическое воздействие на Рассказчика.
Нортон вспоминает, что перед началом съёмок они с Питтом договорились о том, что по ходу съёмочного процесса Нортон будет соблюдать строгую диету и постепенно худеть, в то время как Питт будет наращивать мышечную массу, создавая впечатление, что его герой «питается» и растёт за счёт своего двойника (классический мотив повестей о доппельгангерах). Другие актёры тоже шли на лишения: Мит Лоуф, например, надевал 40-килограммовый панцирь, имитирующий жировую массу, а в сценах с Нортоном — ещё и платформы в 20 см высотой, чтобы казаться выше своего партнёра. Брэд Питт на время съёмок снял коронки, чтобы в кадре был виден его сломанный передний зуб.
Первоначально продюсеры фильма предполагали обойтись без голоса за кадром, так как эта техника в 1990-е годы вышла из моды. Финчер, напротив, считал, что без закадрового рассказа фильм потеряет изрядную долю того юмора, который обеспечил успех книге. В качестве звуковой дорожки изначально планировалось использовать нечто столь же непривычное, как и «картинка», и столь же динамичное.
Поначалу речь шла о сотрудничестве с Radiohead, однако в итоге создание звуковой дорожки было поручено хип-хоп-дуэту The Dust Brothers. В финальных титрах звучит песня Pixies «Where Is My Mind?» («Где мой рассудок?»).

## Идеология
«Бойцовский клуб» получил множество интерпретаций в критической и академической литературе. Для Паланика этот проект — памятник концу века, когда эпидемия ВИЧ стала повседневной реальностью для миллионов людей по всему миру: «Поколение „Бойцовского клуба“ — первое, для которого секс и смерть стали синонимами». Левые интеллектуалы истолковали посыл книги как вульгарный, до предела упрощённый «марксизм для „чайников“». В психоаналитической интерпретации Тайлер Дёрден получил истолкование как внутренний сверхчеловек, своего рода визуальная проекция главного героя — наглядное воплощение того слоя сознания, которое известно в психоанализе как Оно; один психиатр даже назвал «Бойцовский клуб» конспектом фрейдовского трактата «Недовольство культурой». С точки зрения учения об Эдипове комплексе, возмужание главного героя подразумевает символическое «убийство» фигур, заменяющих ему родителей, — не исключая Тайлера Дёрдена. Популярность фильма у подростковой аудитории связывают с тем, что его содержание завязано на идеях максимализма и гипермаскулинности, которые вкупе с положительным восприятием насилия и беспрекословным подчинением приказам старших составляют важнейшие составляющие фашистской идеологии.

### Критика потребительства
Телевидение внушило нам веру в то, что все мы станем миллионерами, звёздами кино и рок-н-ролла. Всё враньё. И мы начали это осознавать. И это приводит всех в ярость.
Большинство пишущих о фильме сходятся на том, что финчеровский фильм вскрывает пагубное влияние на мужскую психологию культуры потребительства. По шутливому определению New York Times, это самый гламурный рекламный ролик, который только можно было придумать для антиглобализма. Для Нортона «Бойцовский клуб» — способ проникнуть внутрь «паралитического отчаяния, которое мы испытываем перед лицом той системы ценностей, которую нам навязала реклама». Для Питта «Бойцовский клуб» — «метафора потребности раздвинуть те стены, которые мы воздвигли вокруг себя, и впервые испытать боль». Вот что говорит режиссёр фильма:

Мы созданы быть охотниками, а живём в мире шоппинга. Некого убивать, не с чем бороться, нечего преодолевать и исследовать. И в таком выхолощенном обществе рождается этот всечеловек… Он пытался делать всё, чему его учили, пытался приспособиться к этому миру, став тем, кем он не является.Оригинальный текст (англ.)We're designed to be hunters and we're in a society of shopping. There's nothing to kill anymore, there's nothing to fight, nothing to overcome, nothing to explore. In that societal emasculation this everyman is created… He's tried to do everything he was taught to do, tried to fit into the world by becoming the thing he isn't.— 
Премьера фильма совпала с публикацией бестселлера феминистки Сьюзен Фалуди «О том, как были преданы американские мужчины». Книга рассматривает проблемы неэффективности мужчин в современной западной экономике и их неспособности приспособиться к миру, в котором женщины больше не находятся от них в экономической зависимости. После выхода «Бойцовского клуба» журнал Newsweek опубликовал рецензию Фалуди, в которой фильм был назван мужской версией «Тельмы и Луизы» — феминистского киноманифеста начала девяностых. Фалуди приветствовала запоздалое осознание мужчинами того, что они стали заложниками необходимости соответствовать консьюмеристскому нормативу мужественности и вести комильфотный образ жизни.
По мнению социолога Анри Жиру, подлинные причины этого явления создателей фильма не интересуют, а единственное, что фильм выдвигает как альтернативу современному капитализму, — «примитивный, порочный, непристойный» культ насилия как ключ к социализации и подлинному наслаждению. Тайлер Дёрден предлагает своим адептам вернуться на несколько тысяч лет назад — во времена, когда миром правили не законы, а естественный отбор и борьба за существование. Клонирование бойцовских клубов напоминает расползание по городам «старбаксов» и «макдональдсов», а проект «Разгром» соединяет в себе все общие места милитаризма: в проекты Дёрдена изначально вмонтирован код капиталистической системы, которой они порождены и против которой они ополчились.

### Генезис нацизма
В мире, который мне видится, ты охотишься на лосей в пропитанных влагой лесах, окружающих руины Рокфеллер-центра. На тебе одежда из шкур — одна до конца жизни. Ты взбираешься на верхушку небоскрёба «Сирс-тауэр» — и видишь оттуда крохотные фигурки людей, которые молотят зерно и раскладывают узкие полоски мяса по заброшенной скоростной автомагистрали…
Разочарование американца средней руки в пресловутой «Американской мечте» порождает внутренний ответ в виде демонической фигуры Тайлера Дёрдена. С появлением этого сверхчеловека над фильмом начинает витать тень Ницше. Он не только критикует бессмысленную жизнь современников, но и предлагает им предельно простые и оттого заманчивые рецепты, которые придают ей хоть какой-то смысл.
В отличие от критики современной цивилизации в фильмах Антониони, у Финчера некоммуникабельность и отчуждение преодолеваются, однако «самым примитивным способом: с помощью драки, физического контакта, взаимной боли и взаимного доверия, из которого и вырастает общее дело — подполье». Так пишет марксист Александр Тарасов, признающий неспособность сегодняшних американцев воспринять «марксистские заморочки», ведь куда проще «взорвать всё к чёртовой матери — вот и будет революция!» Интеллектуалов марксистского толка насторожила ирония, с которой трактован в фильме протест против капитализма; по сути это даже не революция, а «действо наподобие бахтинского карнавала», призванное разнообразить ритм повседневной жизни в капиталистическом обществе. Когда само существование предметов и людей оказывается под вопросом, какая бы то ни было борьба теряет всякий смысл.
Роберт фон Дассановски представляет группу социологов, которые видят в проповедях Дёрдена зародыш фашистской идеологии. По его наблюдениям, переработка человеческого жира в мыло на продажу напоминает коммерческую деятельность нацистских концлагерей, а герой Мит Лоуфа — не только воплощение кризиса мужественности, но и первый мученик новой идеологии, своего рода Хорст Вессель. Популярности нацизма в веймаровской Германии способствовали расхожие представления о росте молодёжной «распущенности», а «бойцовские клубы» стали реакцией на феминизацию Америки и культивирование политкорректности. Согласно фон Дассановски, «поколению мужчин, выращенных женщинами» (определение Тайлера Дёрдена) в фильме противопоставляется «обезличенный, ожесточённый, несущий разрушение личный состав, который насильно дисциплинирует общество, ставшее чересчур толерантным».

### Внутренняя борьба
Режиссёр Финчер отмежевался от подобных обвинений: в то время как фашизм указывает конкретную дорогу вперёд, «Бойцовский клуб» не более чем ставит диагноз. По мнению Финчера, фильм предельно далёк от того, чтобы пропагандировать какой бы то ни было рецепт решения поднятых в нём проблем.
Фильм построен таким образом, что решающее слово остаётся не за Тайлером: герой находит в себе силы преодолеть этого внутреннего демона — хотя бы даже ценой суицида. Фильм приводит зрителя к мысли, что надо «в себе убивать дракона». Чтобы спасти себя, главному герою приходится выстрелить себе в рот. По наблюдению Л. Масловой («Коммерсантъ»), «мистер Хайд» в фильме гибнет от рук «доктора Джекила», что символизирует «победу вторичных, социальных инстинктов над основными, животными». Однако осуществлённый им идеологический посев даёт всходы помимо воли протагониста: подобно метастазам, бойцовские клубы начинают стихийно расползаться по всей стране.
Вслед за Висконти («Гибель богов»), Бертолуччи («Конформист») и другими киноклассиками, Финчер намекает на гомосексуальную подоплёку фашизма со свойственным ему культом мачизма. На отношениях героев Нортона и Питта в фильме, как и в книге, лежит лёгкая тень гомоэротики, указывающая на единство этих персонажей. Фильм открывает сцена, в которой Тайлер засовывает дуло пистолета в рот Рассказчика. «Большую часть недели мы проводили как идеальная супружеская пара», — делится со зрителем Рассказчик; однажды Тайлер даже прикасается к его руке губами. По ленте рассыпаны свидетельства неодолимого влечения, которое он испытывает к Тайлеру как сгустку сексуальной наступательности, воплощению своей тёмной стороны, неосознанной проекции собственных тайных желаний, которым он готов отдаться душевно и физически.
Внутренняя борьба протагониста наглядно визуализирована в сцене, где он до полусмерти избивает себя самого на глазах у босса. Обсуждая эту сцену в «Киногиде извращенца», Жижек называет её «невыносимо тягостной», выдерживающей сравнение с самыми дикими эпизодами в фильмах Д. Линча: бьющая «хозяина» рука, как бы живущая своей, независимой от мозга жизнью, воплощает агрессивный, самоистребительный импульс её владельца.

## Роковая женщина 1990-х

Марла — «роковая женщина» образца 1990-х

Единственный женский персонаж в фильме «Бойцовский клуб» — Марла (в исполнении Хелены Бонэм Картер). Среди кандидаток на роль была Кортни Лав, и изначально она благодаря своему богемному образу жизни и определённой схожести с героиней казалась фавориткой; к тому же, по словам Чака Паланика, она «отчаянно хотела» сыграть эту роль. Но в итоге именно очевидность такого выбора и смутила Финчера — он счёл, что этот вариант лежит на поверхности, и принял нестандартное решение, утвердив Бонэм Картер, известную на тот момент в первую очередь по британским костюмным драмам. Также на роль пробовались Вайнона Райдер и Риз Уизерспун.
Янс Вагер из Университета долины Юты трактует Марлу как современное переиздание «роковой женщины», видя в этом образе ключ к пониманию «Бойцовского клуба» как неонуара. В начале фильма она подобна героиням некоторых фильмов сороковых годов: носит платье, шляпу и солнечные очки, курит и ярко красит губы. Постепенно её внешность мутирует в направлении «героинового шика» девяностых: субтильная фигура, измождённое лицо, круги под глазами. По законам нуара появление роковой женщины выталкивает главного героя (обывателя, «парня с улицы») из уютного круга повседневного мещанского существования в полный опасностей мир преступного «полусвета». Отличие Марлы от роковых женщин прежнего времени в том, что при всей своей важности для сюжета она остаётся на его периферии и едва́ ли до конца понимает, что происходит вокруг.
Анри Жиру для анализа образа Марлы привлекает теорию постфеминизма. По его мнению, Марла — крайне утрированное воплощение того идеала женственности, который культивировался феминистками, начиная с 1960-х годов. Марла — прямая противоположность всему тому, что традиционно ценилось мужчинами в женщинах, как то: ласковость, забота о поддержании домашнего очага, сексуальная покорность. Марла существует автономно от мужчин, но для поддержания себя в форме должна постоянно быть «на игле» консьюмеризма. В конце фильма герой Нортона, наконец, делает выбор между Тайлером и Марлой в пользу последней, раскалывая странный любовный треугольник; это позволяет трактовать финал как потенциальное рождение новой семьи.

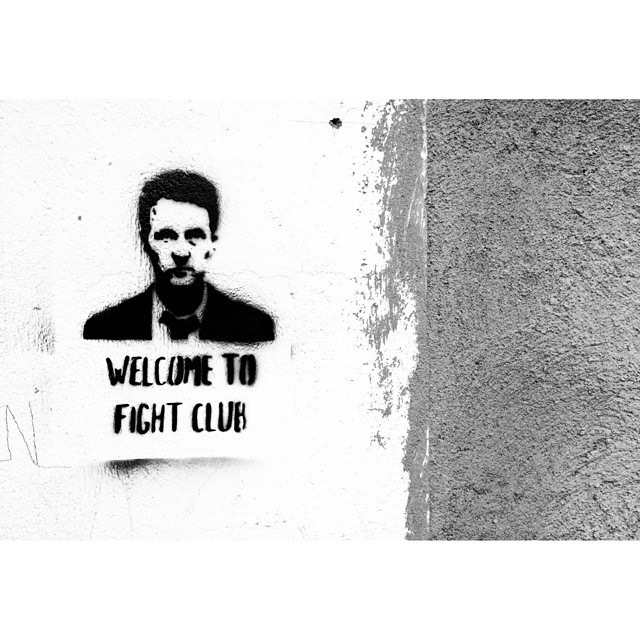
«Добро пожаловать в бойцовский клуб» — граффити с портретом Эдварда Нортона в Виладекансе, Каталония

## Преемственность
Хотя «Бойцовский клуб» получил репутацию беспрецедентно радикального для Голливуда проекта, режиссёр Финчер неоднократно обращал внимание на то, что каждое поколение в истории Голливуда бунтовало против предыдущего. Вероятно, не менее революционными в своё время представлялись такие ленты, как «Бунтарь без причины» с Джеймсом Дином или «Выпускник» с Дастином Хоффманом. Валерий Кичин («Известия») подметил, что «Клуб» исследует природу саморазрушительных инстинктов яппи точно так же, как за 30 лет до него Кубрик в «Заводном апельсине» разбирал истоки агрессии поколения хиппи.
Гламурно разлагающийся мегаполис, по мнению Дж. Розенбаума, перекочевал в фильмы Финчера из старых лент Скорсезе. В содержательном плане фильм наследует «Таксисту» Скорсезе и кубриковскому «Доктору Стренджлаву». Главный герой «Таксиста» (1976) — человек из подполья, которого терзает бессонница, которого завораживает насилие и который берётся «дисциплинировать» распущенные городские низы. Не найдя себе места в капиталистическом обществе, он скатывается к фашизму. Доктор Стренджлав также помешан на том, что нацию следует насильно защищать от грозящей ей извне угрозы. «Терапевтический эффект» кулачных боёв был впервые продемонстрирован Скорсезе в фильме «Бешеный бык» (1980) — ещё одной ленте о хрупкости мужского начала и о жуткой привлекательности насилия.
Критика поколения наблюдателей, которые неспособны на реальную деятельность, причём в значительной степени из-за того, что общество не позволяет им самореализоваться, — излюбленная тема как романтиков, так и экзистенциалистов. Мотив сосуществования двух личностей в одном теле неоднократно возникал и в кино («Психо», «Связанные насмерть»), и в литературе («Странная история доктора Джекила и мистера Хайда»). Основной повествовательный трюк «Бойцовского клуба» находит соответствие в известном произведении английской литературы эпохи романтизма — «Исповеди оправданного грешника», а также в раннем фильме Бертолуччи «Партнёр» (1968).
Сам Финчер говорил, что «Бойцовский клуб» — фильм о совершеннолетии, как и фильм 1967 года «Выпускник», но для людей в возрасте от 30 лет. Финчер описал главного героя как «обычного человека».
«Бойцовский клуб» перекликается и с более ранними фильмами самого Финчера, где у респектабельного протагониста обнаруживается теневой двойник, играющий роль «Оно» для его «Эго». Например, в триллере «Семь» (1995) такие двойники — детектив Уильям Сомерсет и серийный убийца Джонатан Доу. У обоих разложение города и самодовольство его обитателей вызывают равное омерзение — с той разницей, что убийца стремится изощрённо покарать нерадивых, а детектив — бежать подальше из клоаки сумеречного города, выйдя в отставку. Главный герой фильма «Игра» (1997) ввязывается в жестокую игру с реальностью, цель которой — испить до дна чашу страданий; из игрового мира в реальный он возвращается просветлённым. Байопик «Социальная сеть» 2010 года, хотя и основан на реальных событиях, вновь рисует «создание собственной версии мира» не находящим себе в нём места героем.

## Релиз и влияние

Тайлер Дёрден в бойцовском клубе

В США фильму был присвоен рейтинг Restricted. Прокат фильма начался 15 октября 1999 года, в России — 18 января 2000 года. Кассовые сборы «Бойцовского клуба» не оправдали ожиданий руководства студии 20th Century Fox.
Продюсер фильма вспоминает пепельные лица руководителей компании на первом, допремьерном показе «Бойцовского клуба»: нужно было как-то объяснить владельцу студии Руперту Мёрдоку, почему был профинансирован столь неполиткорректный проект. Хотя в премьерный уик-энд фильм обошёл по сборам в США всех конкурентов, общий итог североамериканского проката едва превысил 37 млн долларов. Большинство зрителей составляли несовершеннолетние мужского пола; в прессе фильм назвали «наименее подходящим способом провести свидание» и проявлением протестных настроений очередного «фэн-дё-сьекля». В Британии фильм был разрешён к показу только совершеннолетней аудитории, и то после того, как из него вырезали сцены «бесчеловечных избиений беззащитных людей». На DVD фильм был выпущен 6 июня 2000 года.
У кинокритиков фильм вызывал не менее смешанные чувства, чем у широкой публики. Хотя многие издания констатировали новаторство повествовательной техники и спецэффектов, отмечали актёрскую работу Брэда Питта как лучшую в его карьере, большинство средств массовой информации преподносили «Бойцовский клуб» как одобрение, если не пропаганду бездумного насилия и нигилизма.
Такому восприятию способствовала неудачная маркетинговая кампания: рекламные ролики размещались в перерывах матчей по реслингу. Подлили масла в огонь опасения того, что молодёжь станет копировать уличные бои, описанные в фильме. Некоторые экстремистские организации с помпой приветствовали выход фильма, а один нью-йоркский подросток попытался повторить увиденное на экране, взорвав кафе сети «Старбакс». Известно, что влиятельная телеведущая Рози О'Доннелл в своём ток-шоу посоветовала зрителям не ходить на фильм и для верности раскрыла его главный сюжетный трюк. Повсюду высказывались упрёки в «бездумной романтизации сцен кулачных боёв», в том, что насилие оказывается подёрнутым флёром гламура.
Фильм был номинирован на «Оскар» за лучшую работу звукорежиссёра, на Brit Awards за лучшую музыку к фильму и на MTV Movie Awards за лучшую драку (Эдвард Нортон избивает себя самого), но награды прошли мимо него.
По замечанию Нортона, «Бойцовский клуб» в очередной раз подтвердил, что нельзя оценивать произведение искусства в рамках короткого производственного цикла, обычно достаточного для определения успешности коммерческого продукта. В ретроспективе фильм оценивается как одно из самых резонансных кинособытий конца 1990-х годов. Самая популярная газета Австралии назвала «Бойцовский клуб» наиболее спорным голливудским фильмом о природе насилия со времён «Заводного апельсина» Кубрика.
Общая сумма сборов от фильма по всему миру превысила отметку в 100 млн долларов США. Падение «башен-близнецов» 11 сентября 2001 года благодаря созвучию с финалом «Бойцовского клуба» вернуло его в центр внимания интеллектуалов. Как яркий культурный феномен, «Бойцовский клуб» сплотил вокруг себя армию верных поклонников, в число которых записал себя Квентин Тарантино.
Спрос на атрибутику «Бойцовского клуба» был таков, что на него откликнулась Донателла Версаче, открыв линию мужской одежды с нашивками в виде бритвенных лезвий.
3 ноября 1999 года в зале кинотеатра торгового центра Morumbi Shopping в Сан-Паулу, Бразилия, во время показа фильма «Бойцовский клуб», Матеуш да Кошта Мейра (порт. Mateus da Costa Meira) расстрелял трёх человек и ранил ещё четверых. Мейра заявил, что планировал нападение семь лет, и что выбрал «Бойцовский клуб», потому что ассоциировал себя с главным героем фильма, страдающим шизофренией.

### Комментарии
1. ↑  Тайлер перезванивает Рассказчику на телефон с надписью: «Входящие вызовы под запретом» (No Incoming Calls Allowed).
2. ↑  Слова Рассказчика: «Когда они не трахались, Тайлера и Марлу было не застать в одной комнате. Мои родители проделывали такой же номер годами… Мне снова шесть лет, родители передают через меня сообщения друг другу».
3. ↑  По фильму разбросаны намёки на их тождество. Например, в первых минутах Рассказчик говорит, что ему известно о предстоящих взрывах, так как об этом известно Тайлеру. Марла набирает номер Рассказчика, а попадает в дом к Тайлеру. Ударив себя в кабинете босса, Рассказчик сразу вспоминает о первой драке с Тайлером. Сидящий за рулём машины Тайлер требует от Рассказчика забыть всё, что ему известно о них двоих. Следует авария — и Рассказчик оказывается на месте водителя, а Тайлер — в кресле пассажира.
4. ↑  И сценарий, и текст ставшего его основой романа построены таким образом, что в течение как всего фильма, так и всей книги нельзя понять, как зовут главного героя. Либо к нему обращаются на «ты», либо по вымышленным именам, которые он сам придумал: Корнелиус, Руперт, Ленни, Тревис. Время от времени Рассказчик произносит фразы вроде «Я — ухмыляющаяся месть Джека» или «Я — растраченная жизнь Джека», создавая впечатление, что это его зовут Джеком и что он говорит о себе в третьем лице. На самом деле это отсылки к статьям журнала «Ридерз Дайджест», которые читает Рассказчик, где внутренние органы людей ведут монологи.
5. ↑  И сценарий, и текст ставшего его основой романа построены таким образом, что в течение как всего фильма, так и всей книги нельзя понять, как зовут главного героя. Либо к нему обращаются на «ты», либо по вымышленным именам, которые он сам придумал: Корнелиус, Руперт, Ленни, Тревис. Время от времени Рассказчик произносит фразы вроде «Я — ухмыляющаяся месть Джека» или «Я — растраченная жизнь Джека», создавая впечатление, что это его зовут Джеком и что он говорит о себе в третьем лице. На самом деле это отсылки к статьям журнала «Ридерз Дайджест», которые читает Рассказчик, где внутренние органы людей ведут монологи.
6. ↑  Цитата из книги: «… потому что иногда кто-нибудь приносит мой обеденный поднос и мои лекарства…»
7. ↑  В лакановском психоанализе двойник определяется как провозвестник влечения к смерти, воплощение jouissance[англ.]. Субъект приписывает двойнику способность потреблять «украденное» у него наслаждение. Двойник совершает поступки, которые не решается совершить субъект. Он реализует те желания, которые субъект вытесняет из сознания. См., напр., Славой Жижек, Рената Салекль. Gaze and Voice as Love Objects. Duke University Press, 1996. Page 139.
8. ↑  По мнению Фалуди, вывод производственных мощностей за пределы США и другие глобализационные процессы не позволяют американским мужчинам быть настолько экономически успешными, чтобы соответствовать той модели мужественности, которую навязывают реклама и фильмы. В результате многие теряют самоуважение и не видят смысла в жизни. Проблему усугубляет то, что многие современные мужчины по сути не знали традиционных ролевых моделей — отцов (слишком занятых собственной карьерой) — и вынуждены были черпать представления о мужественности из телепрограмм и фильмов.
9. ↑  Жиру отмечает, что бойцовские клубы подобны потребительскому капитализму в том, что построены на «рыночно обусловленном» стремлении к победе в конкурентном соревновании, на потребности в мгновенном удовлетворении желаний.
10. ↑  Имя Ницше упоминают многие пишущие о фильме. Жижек в своём разборе фильма формулирует его урок словами из письма Ницше Архивная копия от 22 сентября 2014 на Wayback Machine к другу. Университет Южной Каролины издал даже книгу под названием «Ницше и философия „Бойцовского клуба“ Архивная копия от 26 сентября 2014 на Wayback Machine».
11. ↑  Скажем, в «Забриски-пойнт» символы капиталистической цивилизации взлетают на воздух только в воображении героини, а социальный протест локализован в главном герое.
12. ↑  Одна из первых фраз Тайлера в фильме: «А теперь вопрос этикета: проходя мимо твоего кресла, тебе подставить задницу или член?» (As I pass, do I give you the ass or the crotch?) Сразу за этим слова Рассказчика: «Как получилось, что мы стали жить вместе?..» Перезванивая Рассказчику на таксофон, Тайлер сравнивает это с позой валета (Yeah, I *69’d you). На выходе из бара: «Хватит прелюдий…» (Cut the foreplay). Принимая ванну перед глазами Рассказчика: «Сомневаюсь, что наши проблемы решит женщина». Реакция Рассказчика: «Ты не должен жениться. Я 30-летний мальчишка…» Эдвардс пишет, что сами бои выполняют функцию физического соития.
13. ↑  Руководство студии предполагало поручить переработку книги в сценарий Баку Генри, который в своё время работал над «Выпускником».
14. ↑  Развивая эту мысль, Эми Таубин приходит к выводу, что мазохистское отношение героев этих фильмов к своему мужскому телу уподобляет его телу женскому. Как и у Скорсезе, герой «Бойцовского клуба» доказывает свою мужественность не столько страданиями, которые он причиняет окружающим, сколько страданиями, которые он причиняет себе сам.
15. ↑  Для пробуждения от эмоциональной летаргии лермонтовский «герой нашего времени» тоже сознательно ищет ситуаций, чреватых болью и опасностью для жизни.
16. ↑  О духовном омертвении современников и безысходной цикличности попыток преодолеть его не раз заводил разговор в своих фильмах Антониони — ср., напр., «Профессия: репортёр».
17. ↑  В русской литературе раздвоение личности главного героя и ложное двойничество известно по повестям «Зависть» Олеши, «Соглядатай» Набокова, «Ты и я» Абрама Терца.
18. ↑  Российский кинокритик М. Трофименков назвал ленту о создании социальной сети «софт-версией „Бойцовского клуба“». Традиционный финчеровский треугольник образуют главный герой Марк Цукерберг, его «правильная» сторона Эдуардо Саверин и «демоническая» — Шон Паркер. Женщины в этом фильме сугубо периферийны.
19. ↑  К примеру, гуру британской кинокритики Эми Тобин на страницах Sight & Sound заявила, что принятый для обсуждения кино язык не способен адекватно передать головокружительные пространственно-временные сдвиги, которые претерпевает мир в «Бойцовском клубе».
20. ↑  В интервью журналу Empire Архивная копия от 26 января 2011 на Wayback Machine Финчер признаёт, что стаканчики Старбакс как символ потребительской Америки присутствуют едва ли не в каждой сцене фильма.
21. ↑  См., напр.: «'Fight Club' author Palahniuk to participate in academic conference at Edinboro University». Erie Times-News. March 26, 2001. Film Comment сразу после выхода «Бойцовского клуба» назвал его «первым фильмом следующего столетия», который обещает массовому кинематографу выход из тупика 1990-х.
22. ↑  На этот аспект, в частности, обращает внимание Жижек: «Разве это не тот самый фильм, в котором показано возникновение терроризма в США?» См.: Lenin, Vladimir Il’ich. Revolution at the Gates (ed. Slavoj Zizek). ISBN 978-1-85984-546-2. Pp. 257—258.